# Sentier de grande randonnée de pays Tour des Baronnies de Bigorre
Le sentier de grande randonnée de pays Tour des Baronnies de Bigorre ou GRP Tour des Baronnies de Bigorre est un itinéraire pédestre long de 70 km situé dans les Baronnies, département des Hautes-Pyrénées en région Occitanie, il est divisé en 3 boucles de 18 km à 27 km.
Le balisage du GRP est assuré avec l'appui technique du Comité départemental de la Fédération française de Randonnée pédestre et du Département des Hautes-Pyrénées.

## Situation
Bien que la plus grande partie du parcours se situe sur le territoire de la communauté de communes du Plateau de Lannemezan une portion de la boucle se situe sur la communauté de communes de la Haute-Bigorre. Il se trouve dans le massif du Lhéris et Barronnies.
Le Tour des Baronnies est un itinéraire circulaire de 70 km, qui traverse le territoire dit "Les Baronnies des Pyrénées". 
Enclave de collines, forêts, petites communes, niveaux et vallées peu élevés, qui se situe entre la vallée de Campan à l’ouest et la vallée de la Neste à l’est dans les Pyrénées françaises.
C'est un parcours GRP (Grande Randonée de Pays) entièrement balisé jaune-rouge, selon les normes de la Charte officielle de balisage de la Fédération française de randonnée pédestre. C'est un circuit en boucle avec des chemins circulaires en variante, destinés à découvrir une région en moyenne montagne.

### Circuit

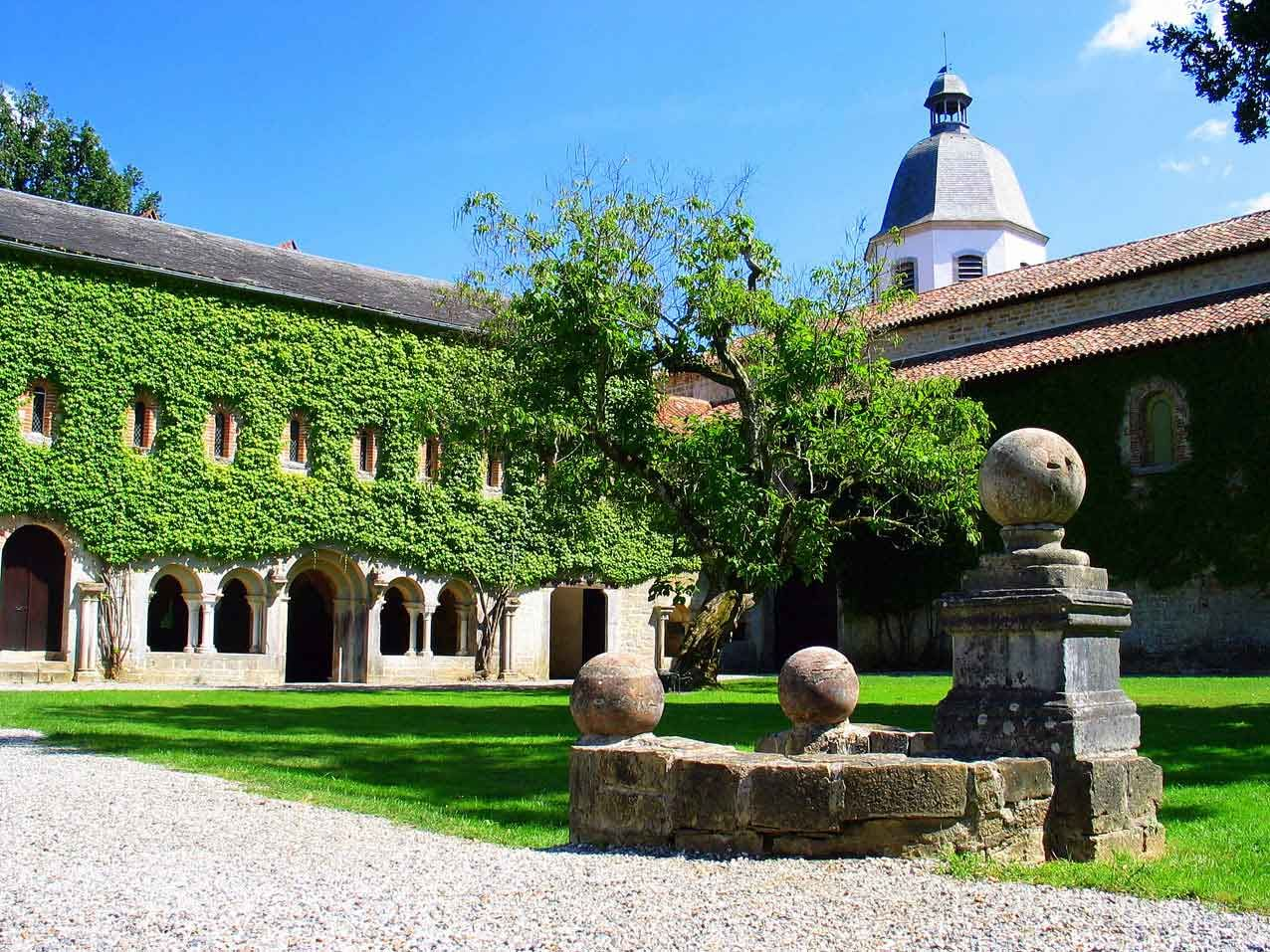
Abbaye de l'Escaladieu

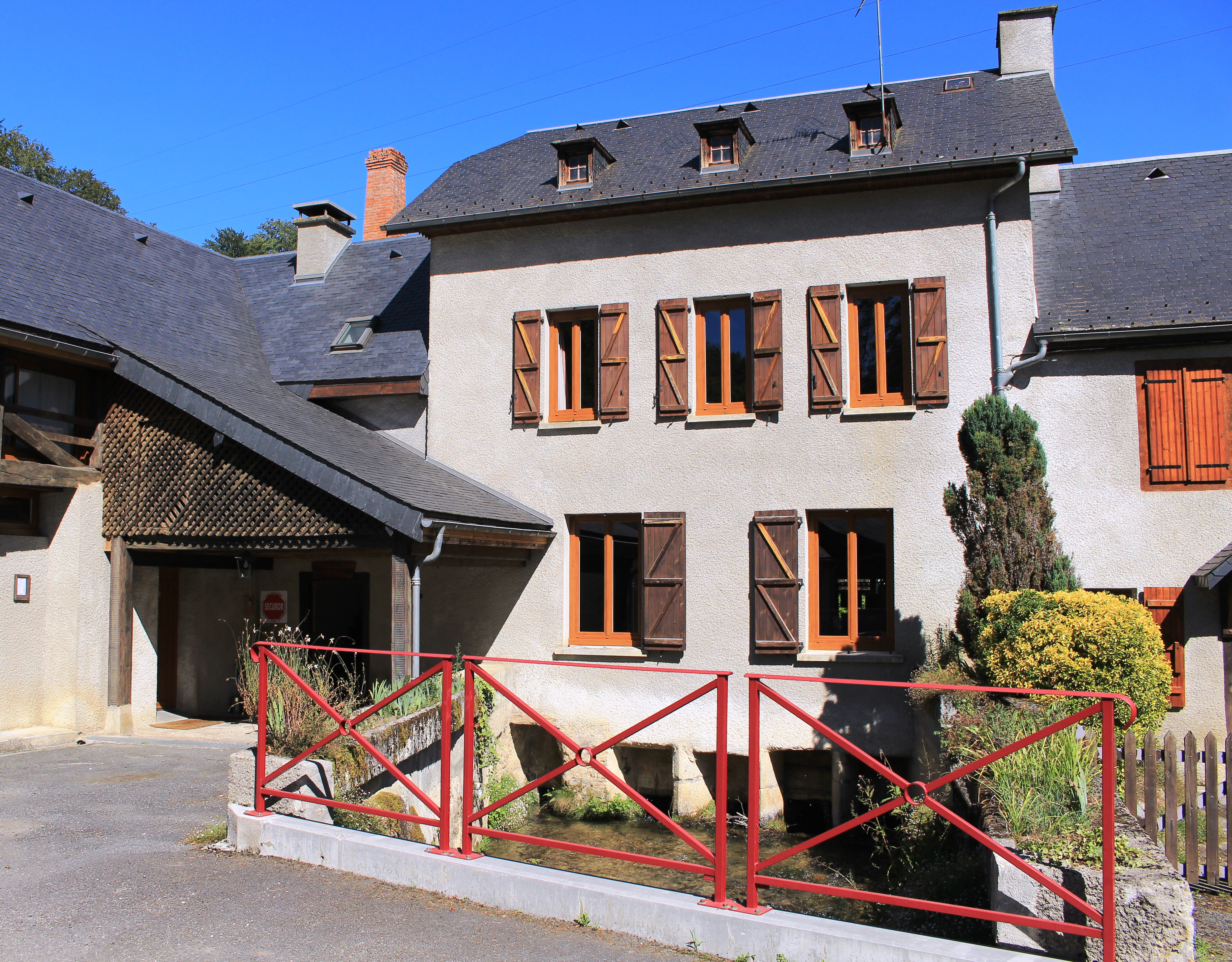
Moulin des Baronnies

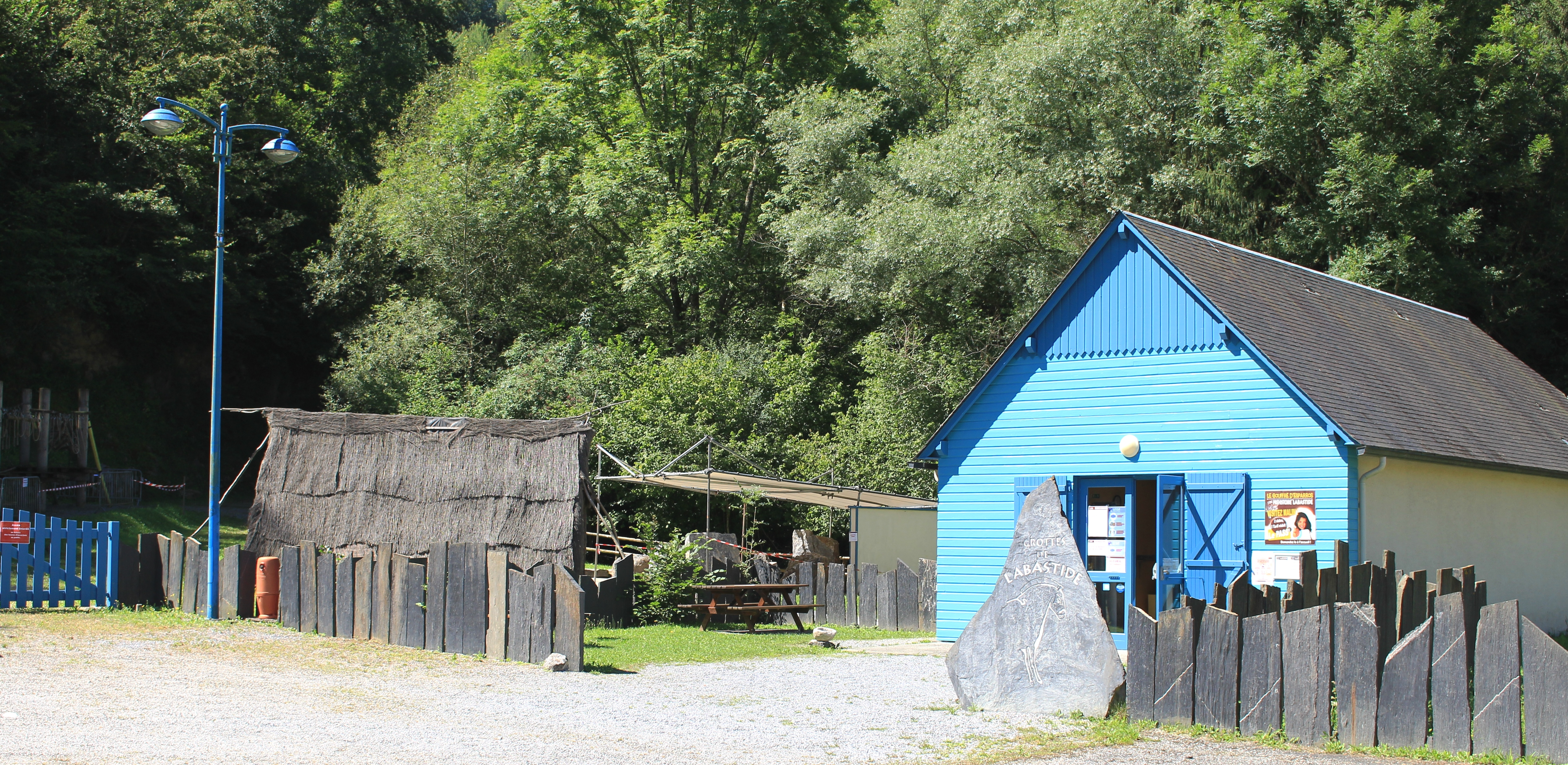
Entrée des grottes de Labastide

- Uzer
- Bettes
- Castillon
- Durban
- Abbaye de l'Escaladieu
- Bonnemazon
- Bourg-de-Bigorre
- Moulin des Baronnies
- Batsère
- Espèche
- Lomné
- Prat
- Labastide
- Grottes de Labastide
- Col de Coupe
- Gouffre d'Esparros
- Esparros
- Moulin de la Ribère
- Bioussa
- Col de Couradabat
- Col des Estrets
- Gourgue d'Asque
- Hameau de Couret
- Asque
- Banios
- Cap de Castet
- Col des Palomières
- Gerde
- Uzer

## Un itinéraire en 3 étapes
| Numéro de l'étape | Lieu de départ   | Lieu d'arrivée   | Distance | Durée indicative |
| ----------------- | ---------------- | ---------------- | -------- | ---------------- |
| 1                 | Uzer             | Labastide        | 27 km    | 8 h              |
| 2                 | Labastide        | Hameau de Couret | 25 km    | 8 h              |
| 3                 | Hameau de Couret | Uzer             | 18 km    | 5 h              |

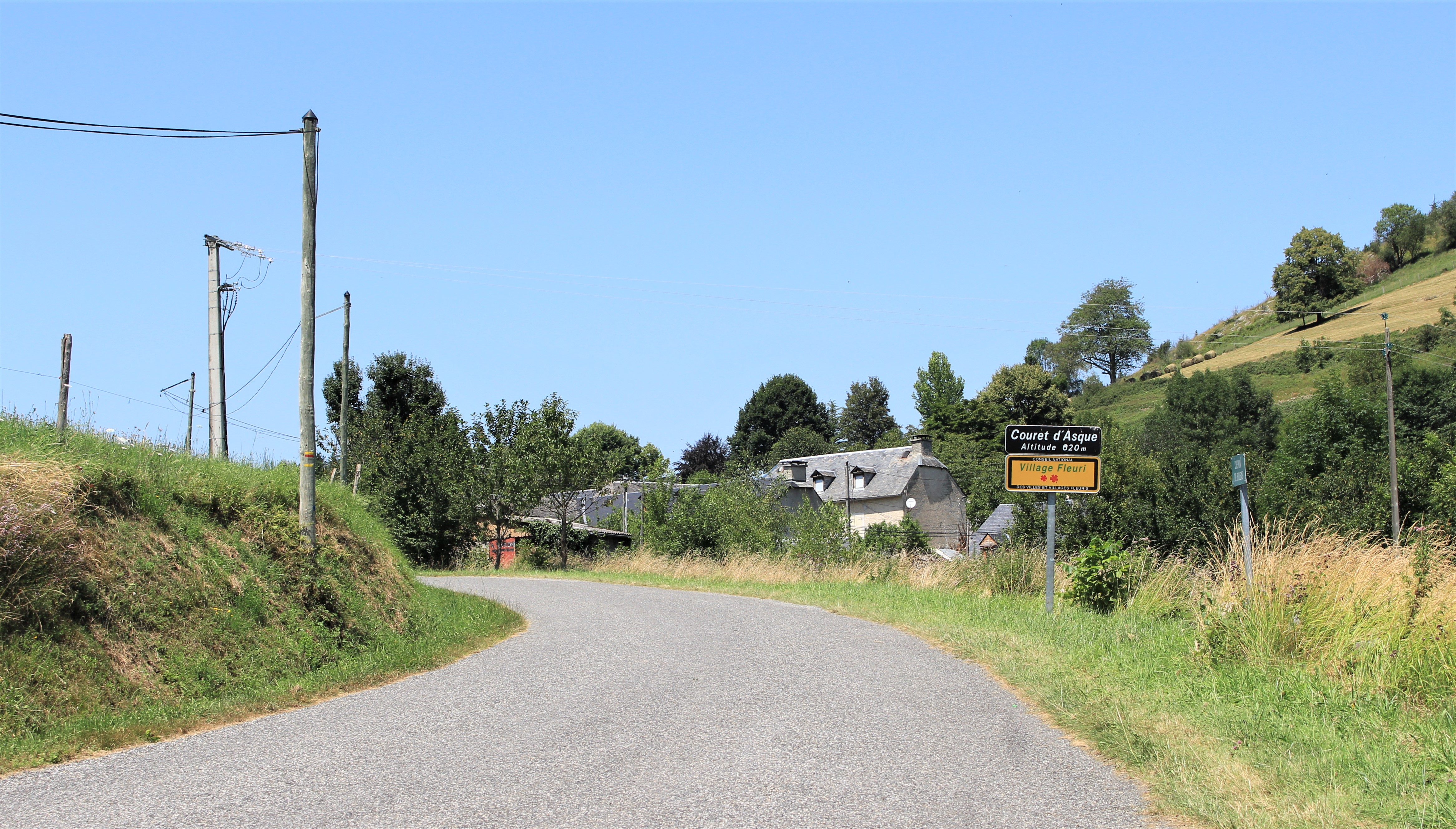
Hameau du Couret d'Asque

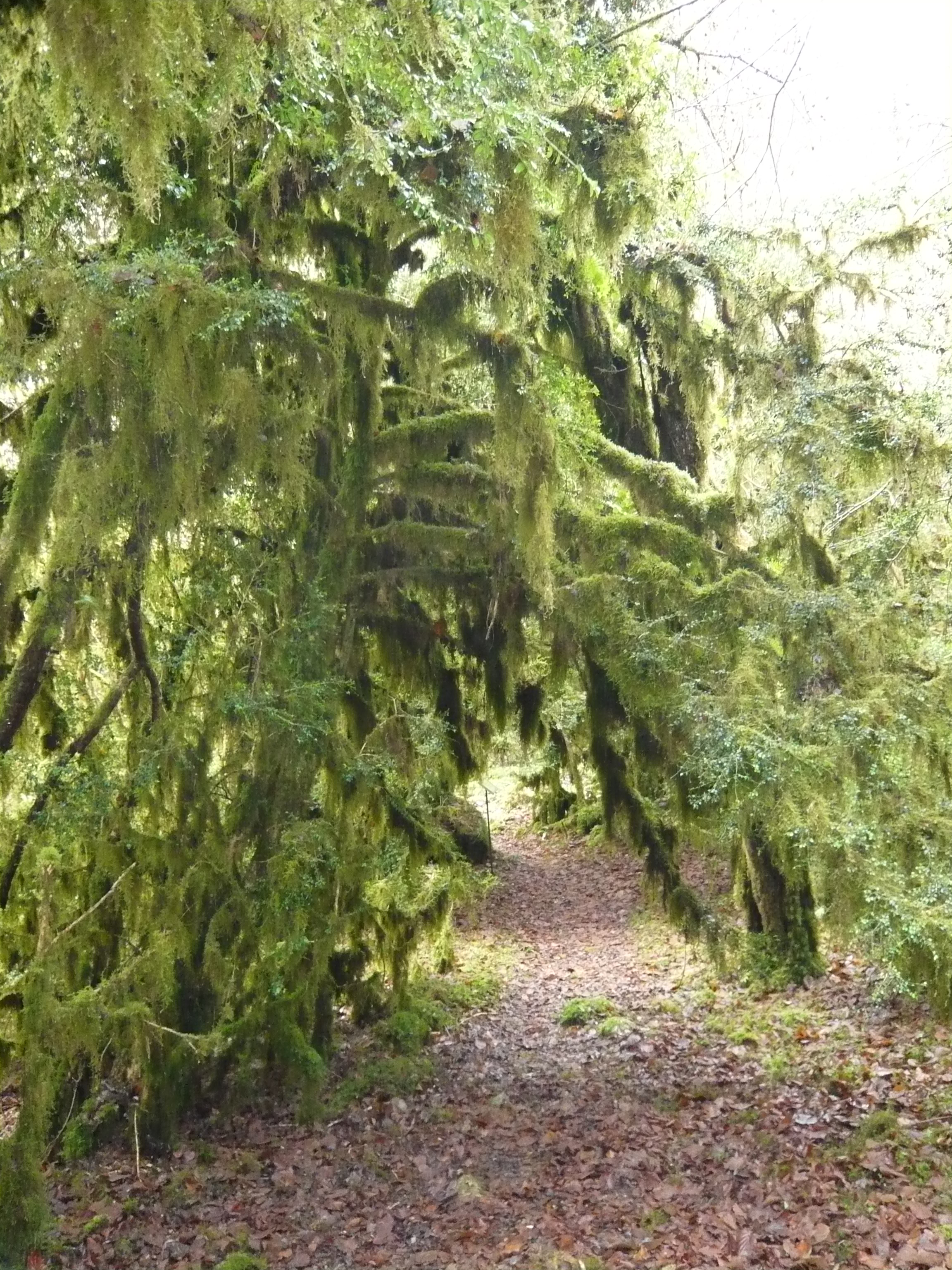
La vallée de la Gourgue d'Asque

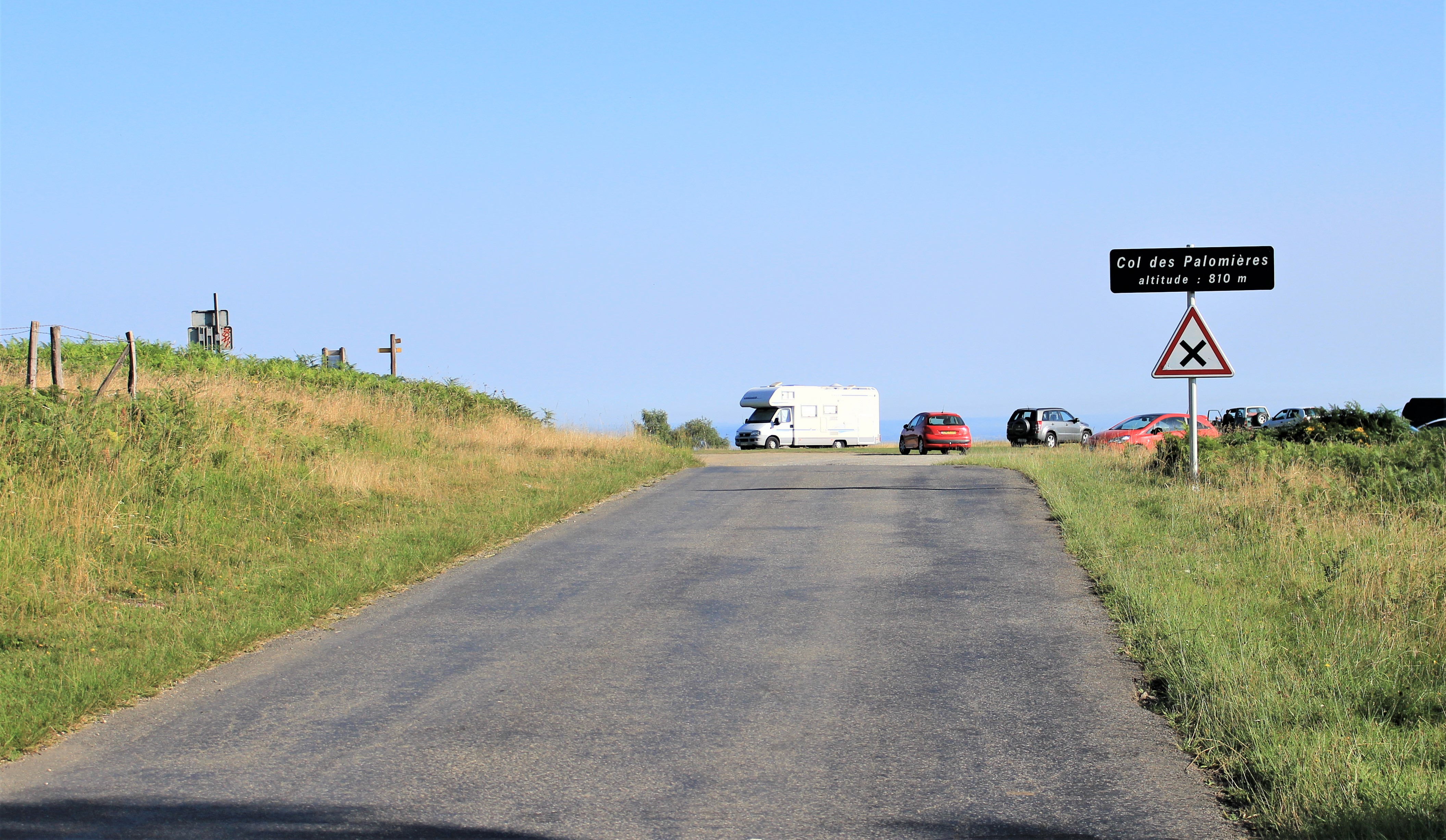
Col des Palomières

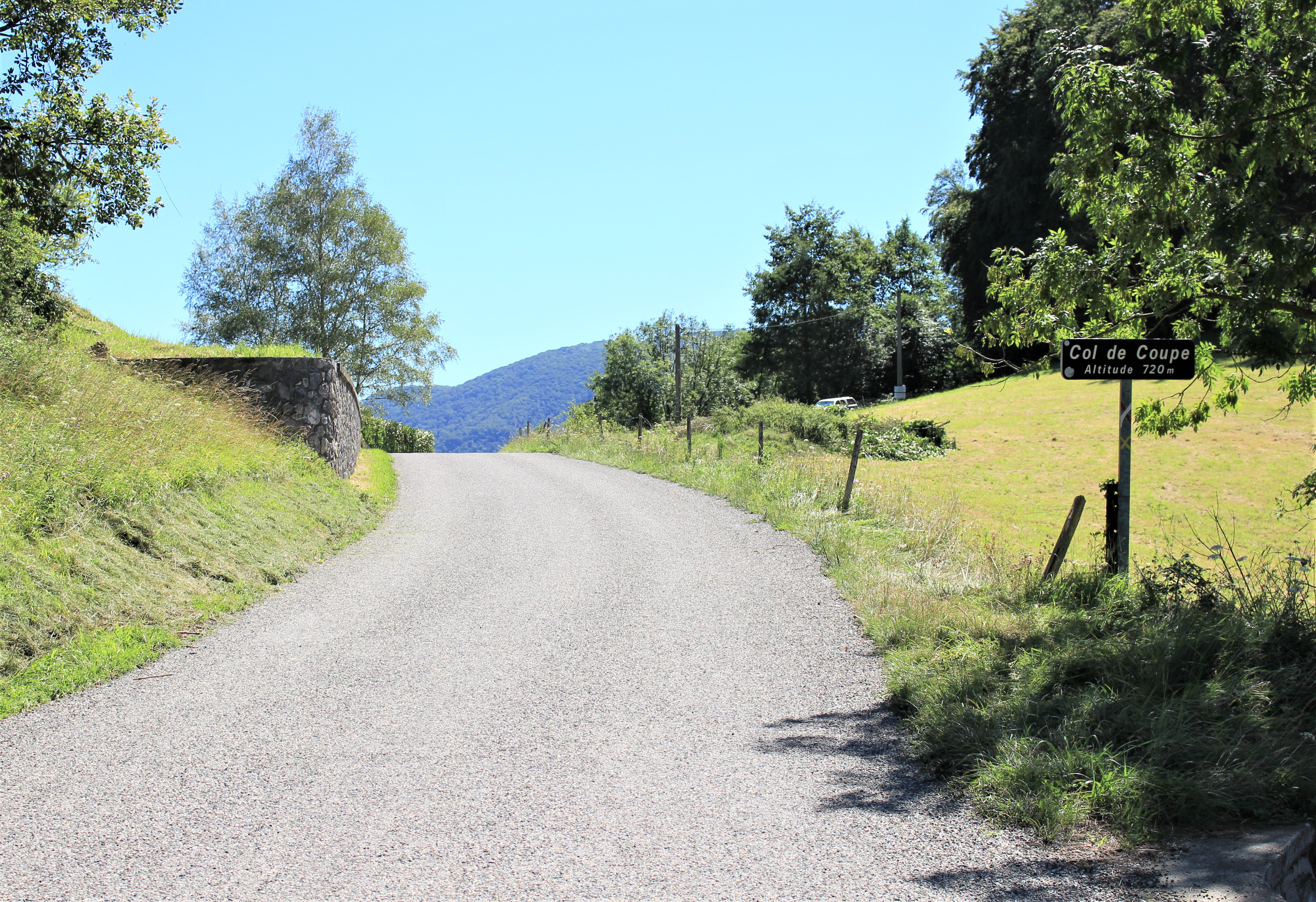
Col de Coupe

- 1ère Étape du Tour des Baronnies de Bigorre :

La première étape part d'Uzer jusqu’à Labastide.
L'étape est longue mais elle est assez plate, avec des montées et des descentes peu marquées avec des traversées de différents villages Bettes, Castillon , Bonnemazon, Bourg-de-Bigorre, Bonnemazon, Bourg-de-Bigorre. Une visite a l’abbaye de l'Escaladieu et au moulin des Baronnies pour terminer à Labastide.
- 2ème Étape du Tour des Baronnies de Bigorre :

La deuxième étape est l'étape la plus dure du Tour, avec le plus de dénivelé et des chemins montagneux et des pistes forestières.
Départ de Labastide, vers le col de Coupe et descente vers Esparros, puis une longue ascension vers le col des Estrets, et le point culminant de l'itinéraire. Puis descente dans le la vallon du ruisseau de l'Artiguette vers la Gourgue d'Asque le long de l'Arros pour une arrivée au Hameau de Couret, 
- 3ème Étape du Tour des Baronnies de Bigorre :

La troisième étape est la plus facile du Tour, la plus courte avec peu de dénivelé.
Descente vers Asque, pour remonter par une piste dans les forêts au-dessus d'Asque et de Banios en direction du col des Palomières, et un retour à Uzer, le point de départ.

## Galerie d'images

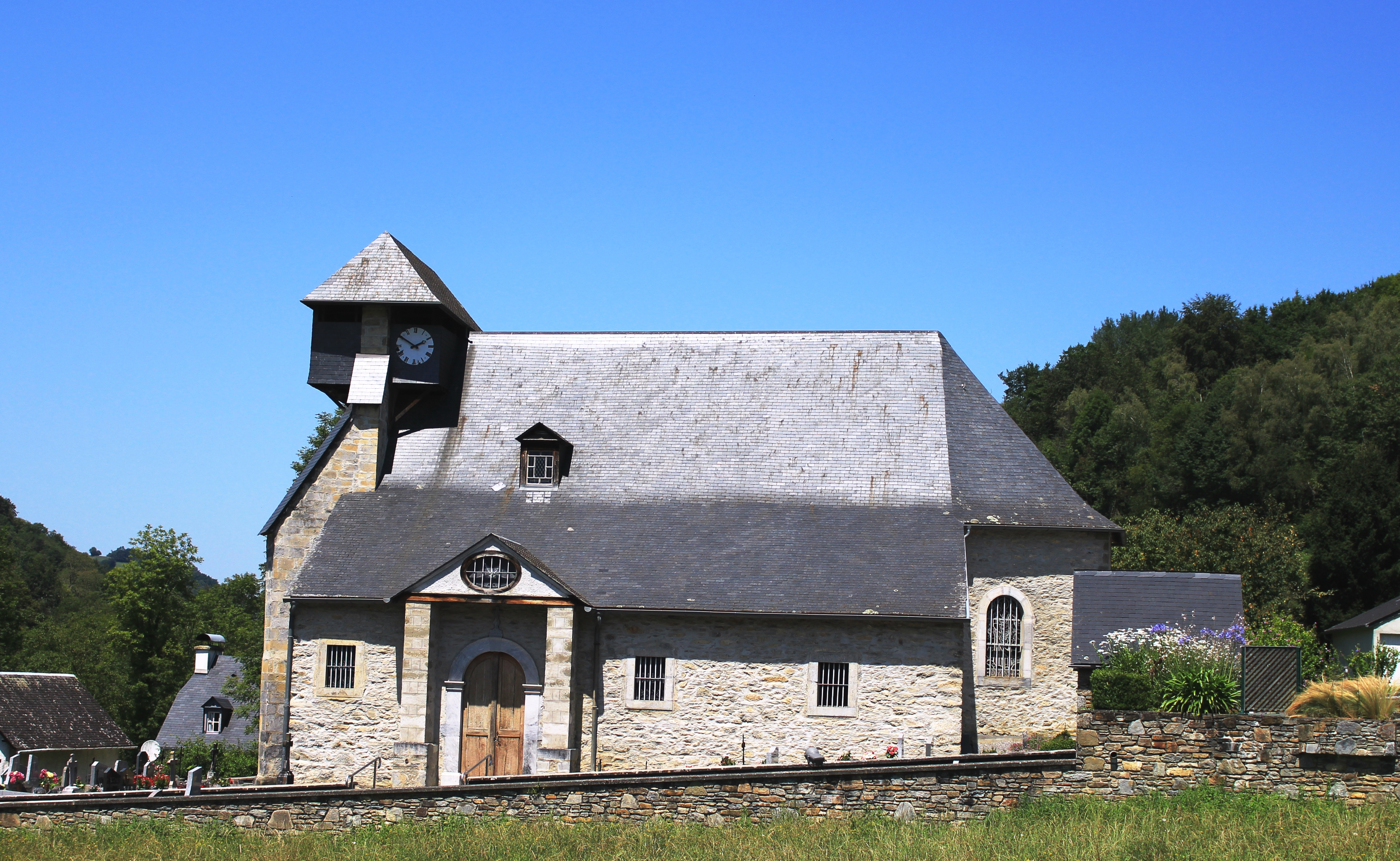
L'église d'Asque.
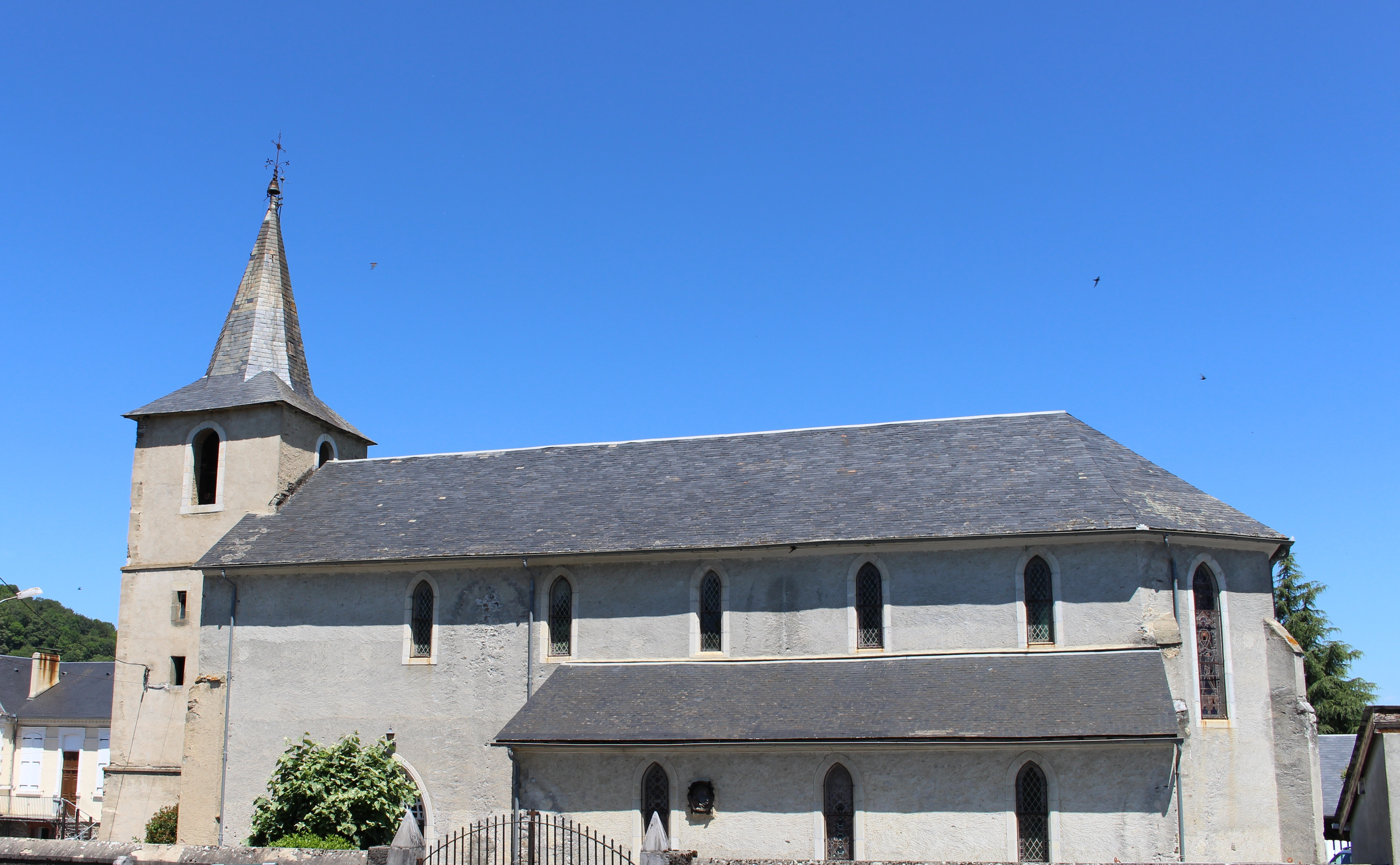
L'église de Bourg-de-Bigorre.
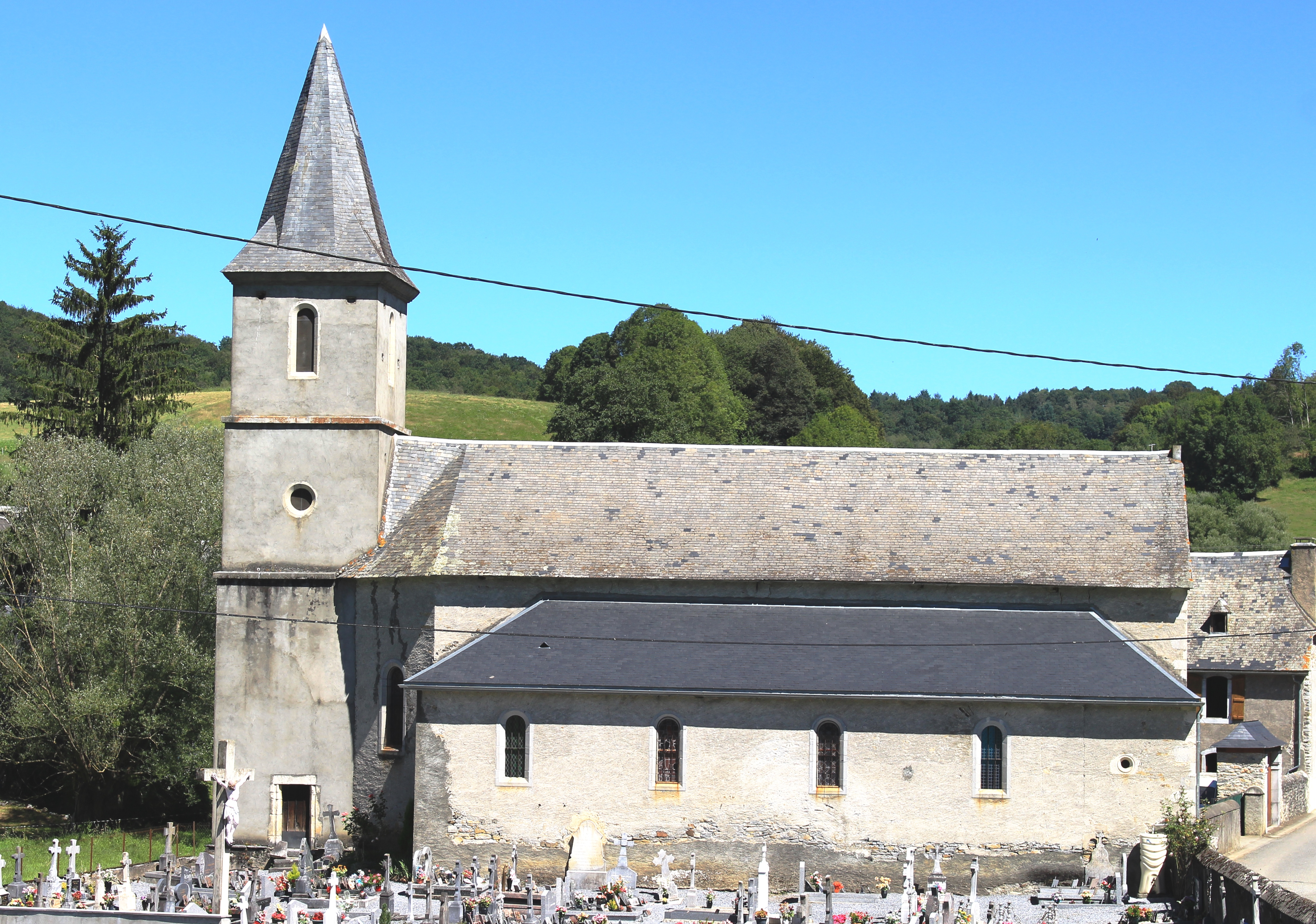
L'église de Labastide.
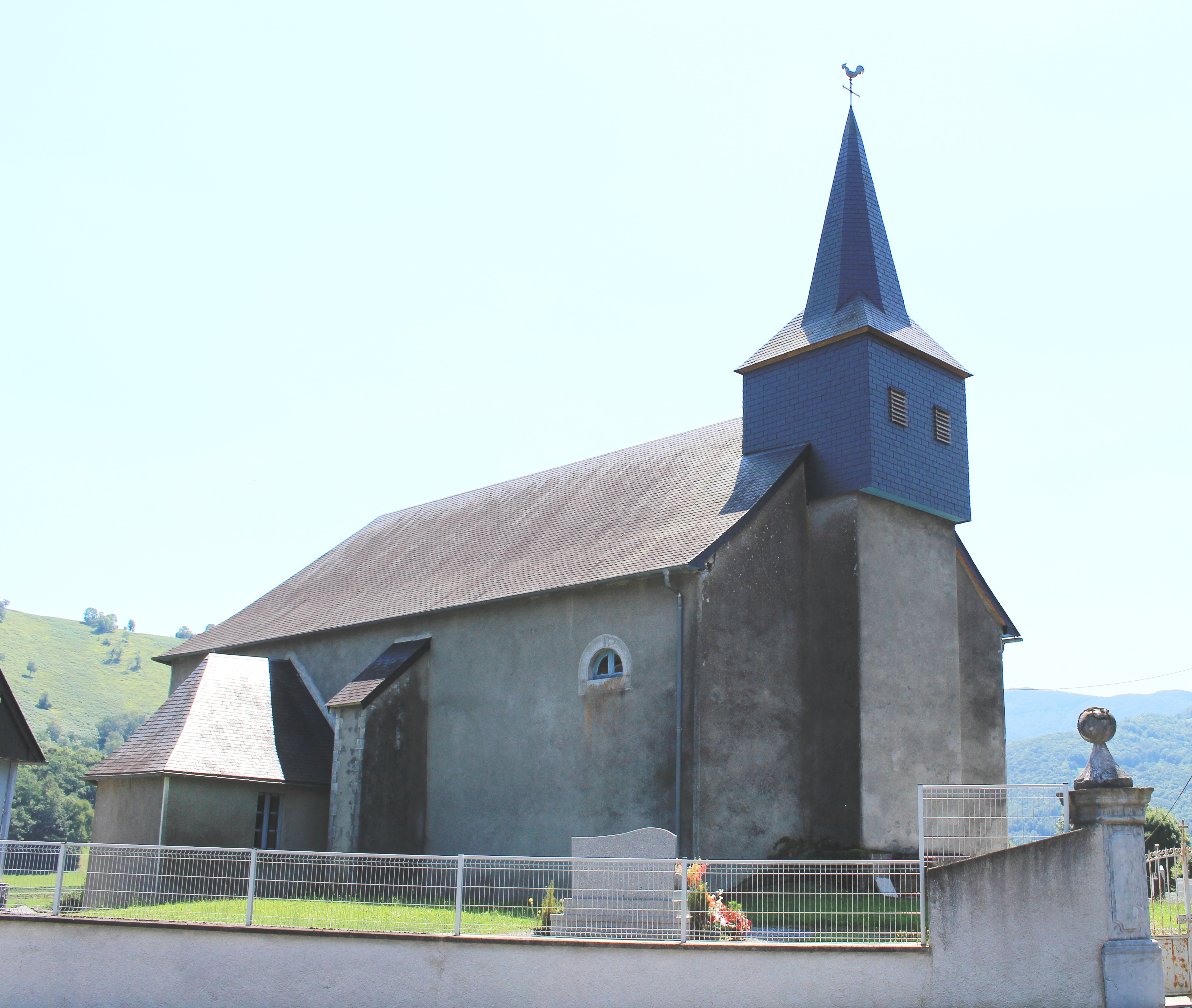
L'église de Lomné.

## Patrimoine visité
- Abbaye de l'Escaladieu
- Moulin des Baronnies

### Patrimoine naturel
Le circuit fait partie d'une zone naturelle protégée, classée ZNIEFF de type 2, (20 367 ha), couvrant 43 communes du département.

### Patrimoine préhistorique
- Gouffre d'Esparros
- Grottes de Labastide

## Sport
Chaque année au mois des septembre le trail du pacte des loups a lieu sur les chemins du GRP.  

## Liaison avec d'autres sentiers

### Sentiers de grande randonnée
Sur plusieurs tronçons, le GRP du Tour des Baronnies de Bigorre partage son tracé avec le sentier de grande randonnée du GR 78

### Sentiers promenade et randonnée
Le GRP fait le lien avec de nombreux sentiers de randonnée et sentiers de découverte
- Le sentier du Signal de Bassia
- Le sentier du Casque du Lhéris

## Galerie d'images

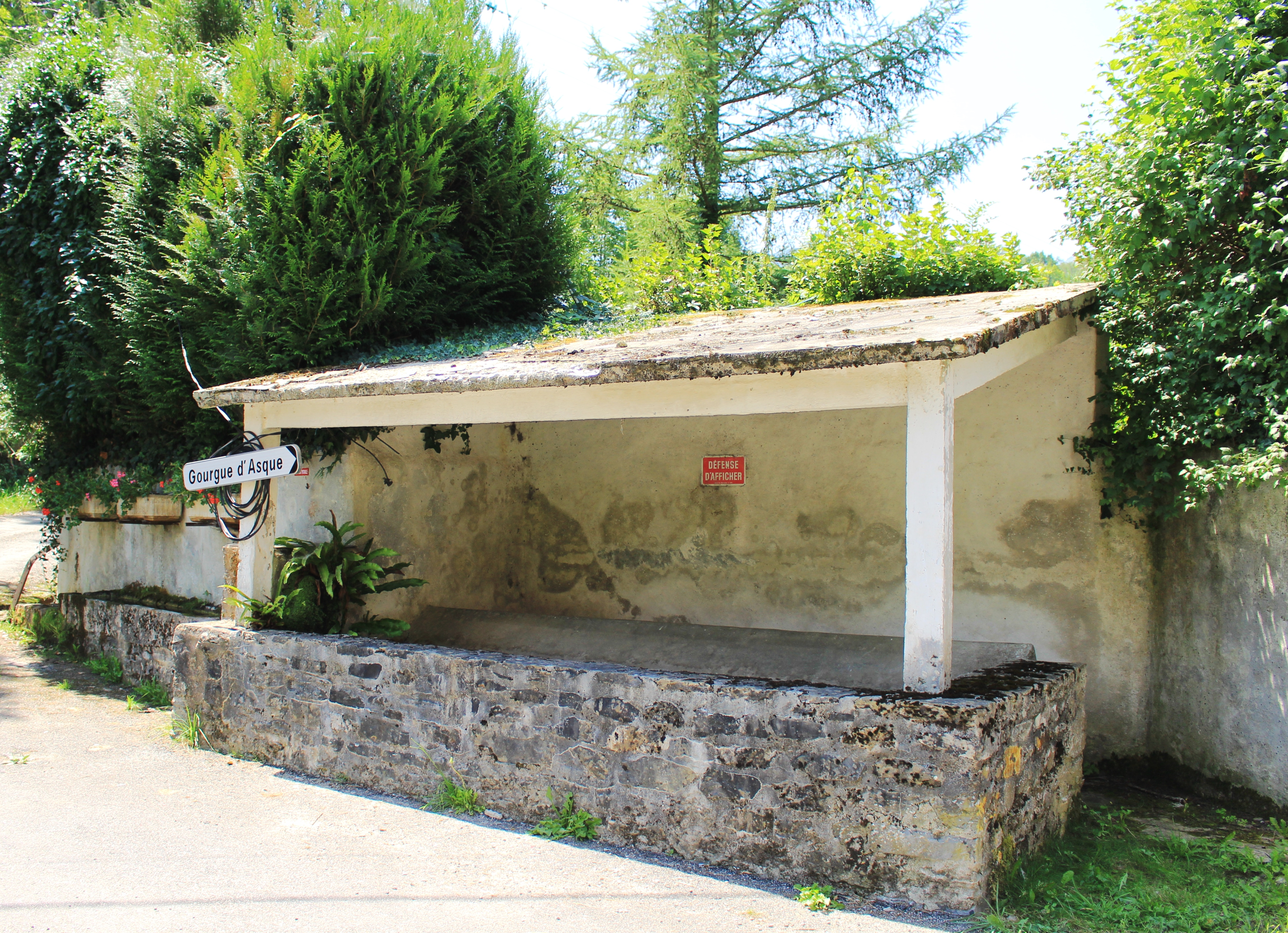
Lavoir de Bulan.
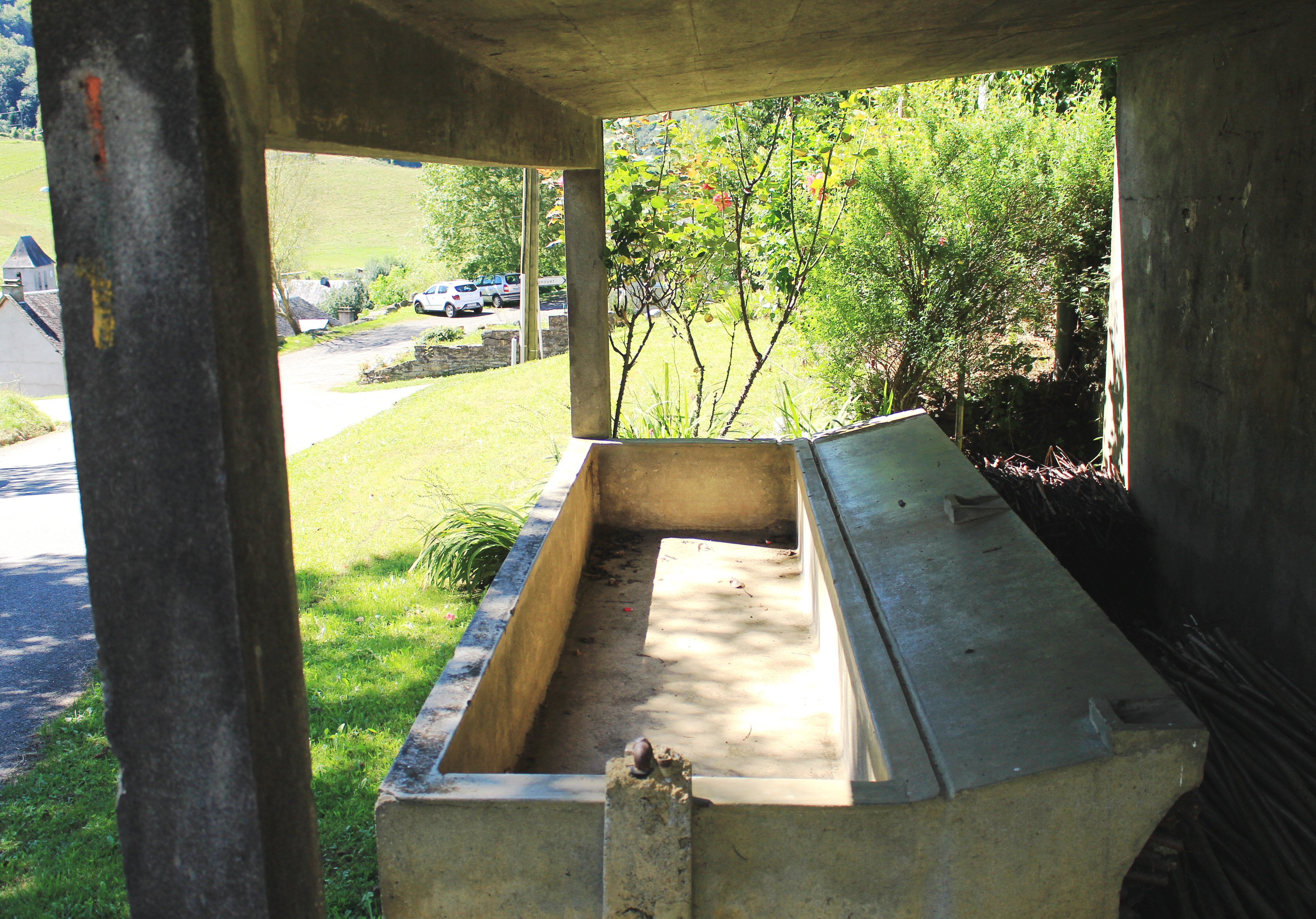
Lavoir d'Esparros.
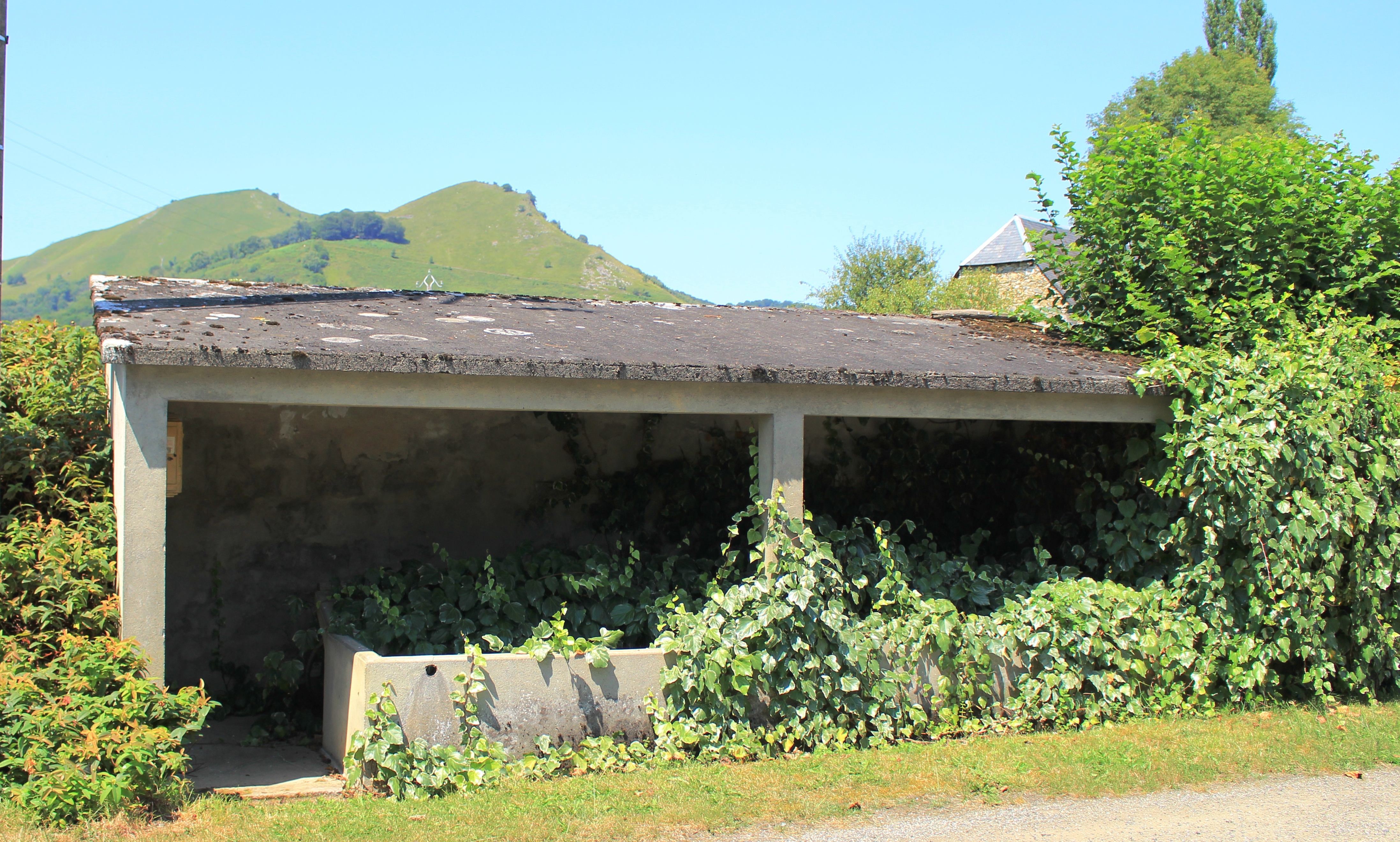
Lavoir de Lomné.
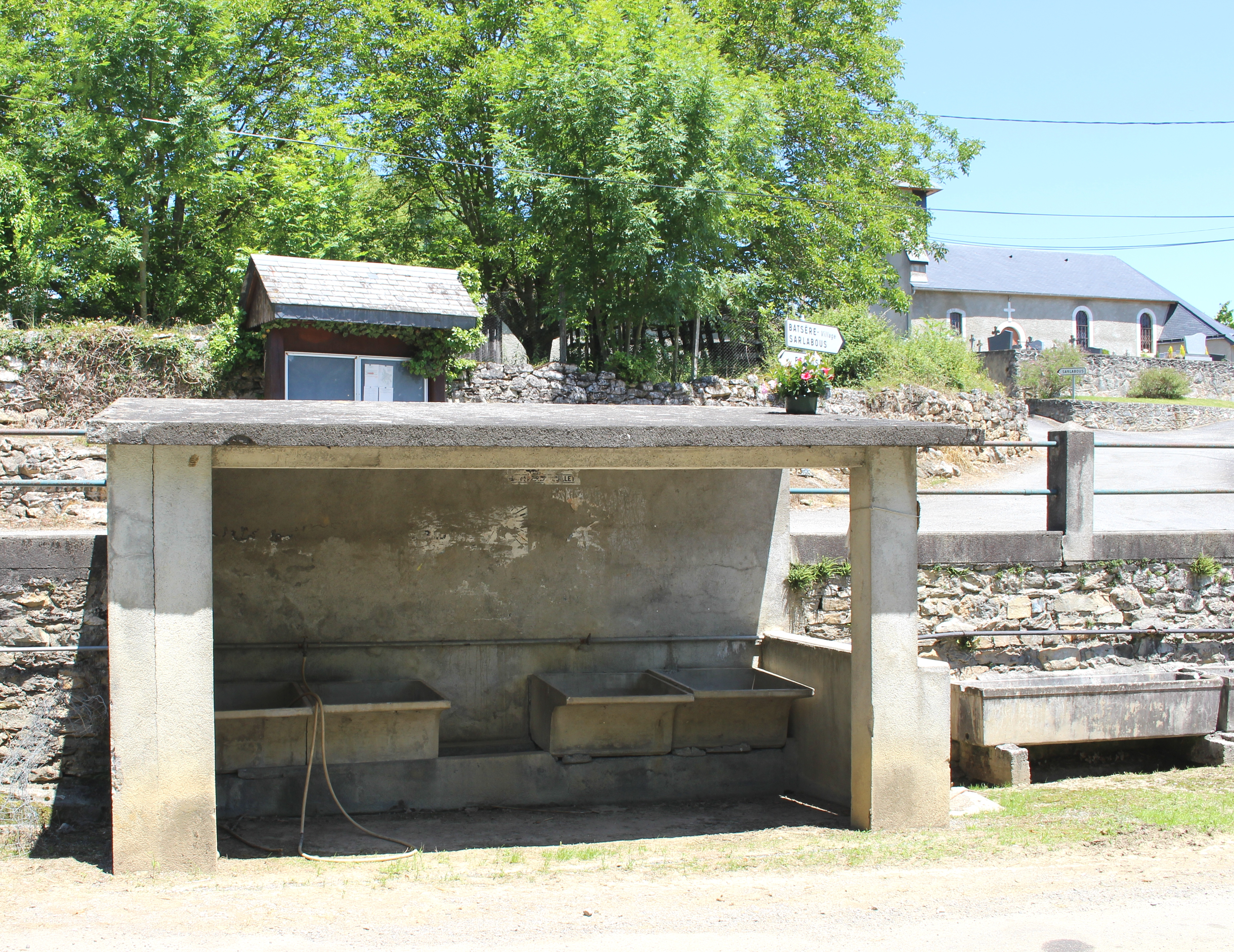
Lavoir de Batsère.
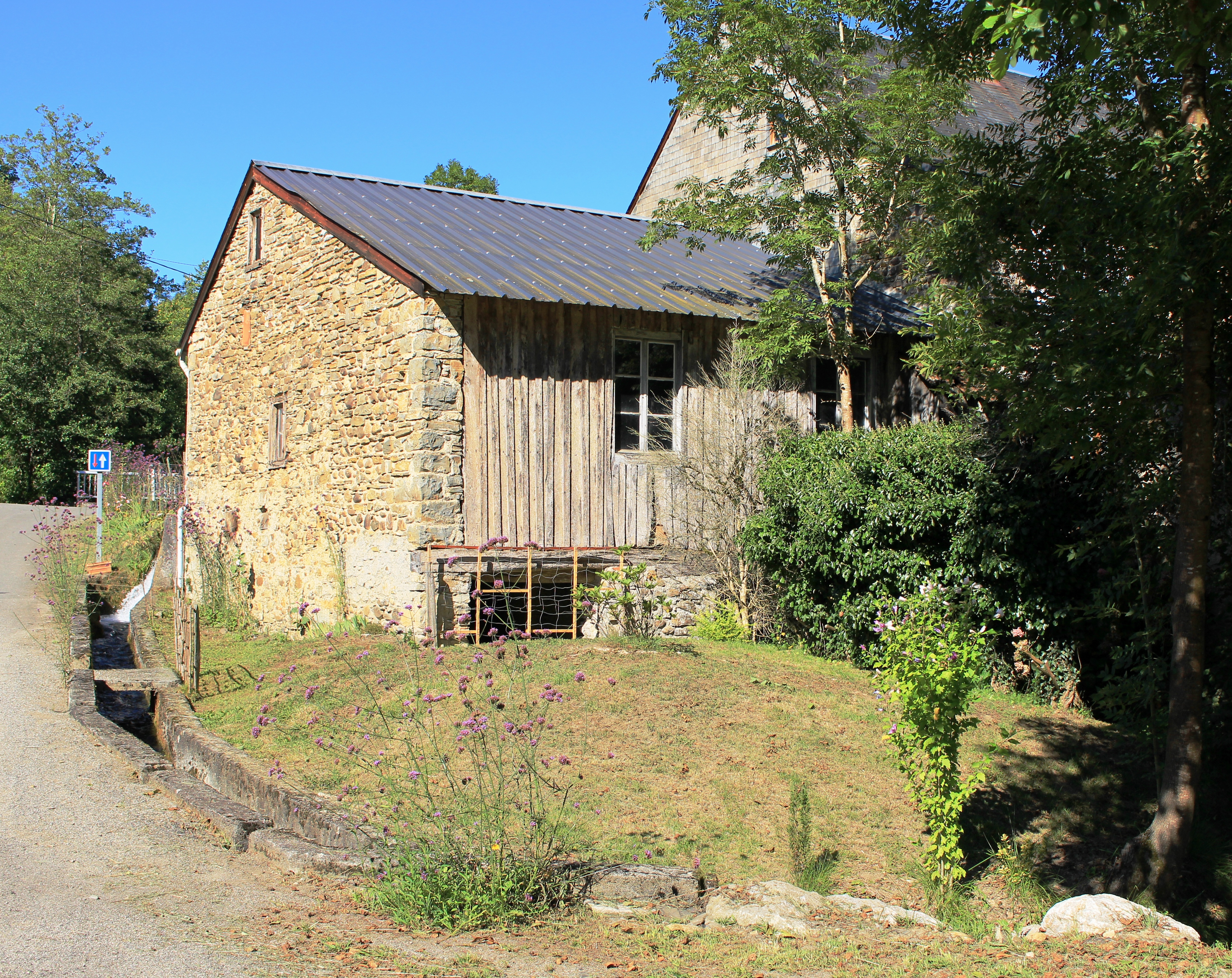
Moulin de Benqué.